# 後藤弘 (税理士)
後藤 弘（ごとう ひろし、1919年6月6日 - 2001年6月26日）は、日本の公認会計士、税理士、俳人。

## 経歴
秋田市生まれ。別名・岡野等。秋田師範学校卒、1943年土浦海軍航空隊に入り、少尉に任官して大分、博多、谷田部で訓練し特攻隊を志願するが敗戦を迎える。1949年東北大学文学部卒。日本興業銀行ほか数社を経て、1957年日本能率協会に入り、経理部長、常務理事、監事、のち顧問。1980年文教大学情報学部教授、92年定年退職。日本能率協会の経営コンサルタントとして数100社に及ぶ一流企業のバランスシートを分析した。
文学に親しみ、学生時代、東北学生俳句連盟の「赤外線」の創刊に参加、1945年新俳句人連盟に入り投句。大学卒業と同時に俳句をやめるが71年より再び作句を開始、岡野等の名で「蘭」同人の俳人として活動した。

## 著書

### 後藤弘名義
- 『黒字倒産の謎 資金管理のはなし』白桃書房 マネジメント・ライブラリー 1960
- 『企業成長の鍵 経営分析のはなし』白桃書房 マネジメント・ライブラリー 1962
- 『第3の原価計算 真正原価計算のはなし』白桃書房 マネジメント・ライブラリー　1963
- 『会社の成績表 新しい"決算書"の見方・使い方』日本能率協会 1965
- 『バランスシート 経営者の虚々実々を見破る本』光文社 カッパ・ビジネス　1965
- 『税金に強くなる本 あなたは納めすぎていないか』光文社 カッパ・ビジネス　1966
- 『付加価値分析』日本能率協会 1966
- 『付加価値分析入門』日本能率協会 1966
- 『3時間で解る簿記』実業之日本社 1967
- 『会社の実力 新しい判定基準』日本能率協会 1967
- 『税金を安くする5つの原則』日本法令様式販売所 1967
- 『ソニーの数字』同文館出版 1967
- 『5時間でわかる税金 新しい節税の知識と活用』大光社 1968
- 『アマチュア会計学 経理に強くなる本』河出書房 1968
- 『"必要簿記"入門 完全マスター・活用まで10日間』中経出版 1968
- 『付加価値分析の手ほどき』実業之日本社 1968
- 『部下をもつ人の経理常識 パズルで解く60のカギ』日本能率協会 1968
- 『会社はどこまで伸びうるか 実力会社の成長分析』日本能率協会 1969
- 『経理マン必須20の常識』日本法令様式販売所 1969
- 『原価に強くなる事典 正しい原価計算とコストダウン』ダイヤモンド社 1969
- 『会社の評価法』同文館出版 1970
- 『3時間で解る会計 儲けの計算に強くなる』実業之日本社 1970
- 『創価学会の経営学的分析』開発社 1970
- 『3時間で解る所得税 節税の知恵100ポイント』実業之日本社 1971
- 『誰にでもできる資金繰りの実務』日本実業出版 1971
- 『ビジネスマンのための会計学教科書』日本能率協会 1971
- 『経営管理グラフ入門』日本能率協会 1972
- 『経営分析の手法と評価の仕方』日本実業出版社 1972
- 『財務諸表』日本実業出版社 経理実務入門シリーズ 1972
- 『食堂の会計入門 他人まかせにしないで儲けよう』柴田書店 1972
- 『経理部入門』白桃書房 1973
- 『50問で解る簿記入門』日本能率協会 1973
- 『税金申告法 確定申告の得な仕方と節税のコツ』光文社 カッパ・ビジネス　1973
- 『経理速習法 50問50答式』日本実業出版社 1975
- 『はじめての簿記』昌平社 1975
- 『利益を生みだす採算分岐点 あなたの会社・部門・製品は本当に儲かっているか』ぱるす出版 1975
- 『借金に強くなる本 上手な借り方、使い方、返し方』光文社 カッパ・ビジネス　1976
- 『相続・贈与の税金たいさく』日本法令様式販売所 1976
- 『はじめての財務諸表』昌平社 1976
- 『利息に強くなる本 複利計算で,デッカク儲けよう』光文社 カッパ・ビジネス　1976
- 『会社数字のつかみ方』中央経済社 1977
- 『サラリーマンの生涯資金計画 結婚、教育、住宅、豊かな老後のために』祥伝社 ノン・ブック　1977
- 『損得計算入門 計算方式を持った人間は必ず勝つ』青春出版社 プレイブックス　1977
- 『ミスのない株選び 優雅に儲かる売りと買いの作戦』かんき出版 1977
- 『一歩先を計算する方法』青春出版社 プレイブックス　1978
- 『会社のさんすう 儲けの計算に強くなろう』実業之日本社 実日新書　1978
- 『30歳からの定年学』講談社 オレンジバックス　1978
- 『財務諸表のスピード学習』中央経済社 後藤弘のスピード学習シリーズ　1978
- 『知らないと損をする税金の損得勘定入門 納めすぎずに返してもらう108の処方箋』こう書房 1978
- 『政府資金の利用法 低利・安全・確実 今すぐ,必要な金を借りる方法』ベストセラーズ ワニの本 1978
- 『簿記のスピード学習』中央経済社 後藤弘のスピード学習シリーズ　1978
- 『無借金経営のすべて』日本能率協会 1978
- 『わかり易い会社数字の見方・使い方 計数・管理に強くなるために』日本法令様式販売所 1978
- 『経営分析のスピード学習』中央経済社 後藤弘のスピード学習シリーズ　1979
- 『経理の管理ポイント』税務経理協会 1979
- 『原価計算のスピード学習』中央経済社 後藤弘のスピード学習シリーズ　1979
- 『資金繰りのスピード学習』中央経済社 後藤弘のスピード学習シリーズ　1979
- 『すぐに役立つ経営管理20のグラフ』日本能率協会 1979
- 『計算に強い奴のケチの損得学』ベストセラーズ ワニの本 1980
- 『経済統計に強くなる本 ビジネスライフを豊かにする』日本法令様式販売所 1980
- 『付加価値の見方・活かし方 だれでもわかる付加価値の考え方としくみ』泉文堂 1980
- 『わかりやすい相続・贈与の税金の本 損をせず、上手にゆずる知恵93項』こう書房 1980
- 『後藤弘の経理勉強法 自分史で描く生涯学習設計』実業之日本社 1981
- 『手堅く儲けろ 税知識をフルに生かした投資法』実業之日本社 1981
- 『管理者のための経理常識』日本能率協会 1982
- 『グラフによる経営分析』税務研究会出版局 1982
- 『経理業務のチェックリスト』税務経理協会 1982
- 『新・50問で解る簿記入門』日本能率協会 1982
- 『実戦財務諸表分析 わが国代表企業を診断する』金融財政事情研究会 1982
- 『のびる会社の経営分析』ぎょうせい 1982
- 『これで十分!!会社数字のつかみ方 らくらく読めて急所がわかる50のコツ』こう書房 1983
- 『40代からのマネープラン 財産づくりはこれからだ!』PHP研究所 1983
- 『貯めてる奴の金づくり101の法則 ズバリ、最新データで数十万円も差がつく』文化創作出版 1983
- 『小さなお金の増やし方 誰でも一億円ためるのは夢でない!』こう書房 1983
- 『低成長時代のバランスシートの読み方』講談社 1983
- 『いちばんやさしい簿記』税務経理協会 1984
- 『原価に強くなる事典 利益を生みだす発想とコストダウン』ダイヤモンド社 1984
- 『サラリーマンの税金知恵袋』中央経済社 1984
- 『自分の生涯資金をどう用意するか 保険・年金・退職金・預金・動産・不動産』青春出版社 プレイブックス　1984
- 『図と表で解説する成長企業の経営分析 会社はどう発展するか。"成長の法則"をさぐる』同文館出版 1984
- 『優良会社のズバリ診断』中央経済社 1984
- 『頭を使わないと馬鹿をみる税金対策の本 ズバリ、得するーこれだけで十分!』文化創作出版 1985
- 『間違いだらけの経営分析 楽しく正しくできる会社分析法』税務研究会出版局 1985
- 『○○会社財務部』法令総合出版 1985
- 『いちばんやさしい経営分析 楽しみながらたった一日で完全に修得できる!画期的経営分析入門書』税務経理協会 1986
- 『いちばんやさしい財務諸表 画期的財務諸表入門書』税務経理協会 1986
- 『いつから?いくら?あなたの年金』西武タイム 1986
- 『会社の成長曲線 あなたの会社の盛衰が事前に読める』第一企画出版 1986
- 『賢い妻のホームマネジメント これからの生活設計』税務経理協会 1986
- 『優雅な老後を送る「お金の計算」』実業之日本社 1986
- 『欠陥だらけの税制改革 売上税・(優)廃止で日本経済はどうなる』講談社 1987
- 『採算管理を徹底させよ 利益責任のもてる社員を育てる』ぱるす出版 1987
- 『退職金・シルバー資金の運用はこれしかない』ダイヤモンド社 1987
- 『物流業の財務分析』日通総合研究所 1987
- 『新税制下の財テク 低金利・マル優廃止に伴う個人財テク』税務経理協会 1988
- 『すぐに役立つ経営分析最新テクニック』ぱる出版 1988
- 『株のバイブル これでわかる5倍になる株・10倍になる銘柄』ネスコ 1989
- 『後藤弘のお金のため方使い方』税務研究会出版局 1989
- 『"税金"知らなきゃ、馬鹿をみる 新・税金時代 新税法-この節税の妙手で断然トクする』文化創作出版 1989
- 『相続・贈与税の(秘)作戦 老後に備える蓄財法 新税制』冬樹社 1989
- 『優雅な定年後のための設計図 生きがいの見つけ方から資金運用まで』PHP研究所 1989
- 『よくわかる経営分析 ポイント解説 目に見えない経営資源の評価から財務諸表の見方まで』PHP研究所 1989
- 『利殖感覚に鋭くなる本』日本文芸社 1989
- 『管理者のための経理ゼミナール 会社の数字がラクラク読める』総合法令 1990
- 『やっぱり楽しい60歳への本 生きる美しさのため! 今日から考えるシルバー資金』ベストセラーズ ワニの本 1990
- 『政府資金の借り方 低利、安全、確実 1992年度版』ベストセラーズ ワニの本 1991
- 『よくわかる財務諸表の読み方 この84ポイントでB/S・P/Lが完全マスターできる』PHP研究所 1991
- 『経営分析の原理・原則 真の分析ができる!』総合法令 1992
- 『誰にもわかる簿記 見開き解説・後藤式ラクラク簿記のすべて 1日で完全マスター!』PHP研究所 1992
- 『新"税金"知らなきゃ、馬鹿をみる 断念トクするこの節税の妙手! 1993年版』文化創作出版 1993
- 『マンガでわかるバランスシート 貸方・借方なんか恐くない』ごま書房 ゴマブックス　1993
- 『「相続破産」時代の税金対策』実業之日本社 1994
- 『征き死なん春の海 海軍飛行予備学生の日記』税務経理協会 1994
- 『経営分析が本当にわかる本』税務経理協会 1995
- 『資金繰りと安全性分析 構造図表でつかむ会社の資金状態』中央経済社 1997
- 『連結決算時代の経営分析』税務経理協会 1997
- 『3時間でわかる資金繰りとキャッシュ・フロー計算書』中央経済社 2000
- 『ダンゼンわかる経営分析 消える会社と残る会社の見分け方』中央経済社 2001

### 岡野等名義
- 『海猫 岡野等集』近代文芸社 日本全国俳人叢書 1991
- 『茅花流し 岡野等集』近代文芸社 日本俳人文庫 1991
- 『沈まぬ日昇りはじめる二五時』後藤弘 1995
- 『ペンギンの一羽見守る初泳ぎ』近代文芸社 1995

### 共著・編著
- 『個別受注生産の管理会計』松本雅男,菊野恒夫共編著 白桃書房 1963
- 『実例・付加価値分析』編 日本能率協会 1968
- 『資金繰りの総合判断 その分析と貸出決定のポイント』永田武彦共著 金融財政事情研究会 1969
- 『幹部は一目で会社をつかめ』高仲顕共著 日本経営出版会 1970
- 『ビジネスマン生活読本』小池五郎,土岐雄三共著 日本能率協会 1972
- 『誰も教えてくれなかった上手な手帳の使い方』編著 日本能率協会 1979
- 『税金と利殖 イラスト六法』辻なおき,桜井はじめ作画 暁教育図書 1985
- 『マンガ遺産相続の知恵 この方法なら税務署は怖くない』根本哲也画 祥伝社 ノン・ブック　1988